# Onoba leptalea
Onoba leptalea (лат.) — вид морских улиток семейства Rissoidae.

## Описание
Представители вида имеют довольно маленький размер (длина раковины не превышает 3 мм), что характерно и для других видов в семействе. Обитают на глубине не менее 50 метров.
Onoba leptalea обитают в водах Атлантического океана, преимущественно рядом с Британскими островами.